# Jeriel Quainoo
Jeriel Quainoo (17 de abril de 2003) es un deportista británicos que compite en atletismo, especialista en las carreras de velocidad. Ganó una medalla de bronce en los Relevos Mundiales 2025, en la prueba de 4 × 100 m mixto.

## Palmarés internacional
| Relevos Mundiales | Relevos Mundiales | Relevos Mundiales | Relevos Mundiales |
| Año               | Lugar             | Medalla           | Prueba            |
| ----------------- | ----------------- | ----------------- | ----------------- |
| 2025              | Cantón (China)    | Medalla de bronce | 4 × 100 m mixto   |